# 芝加哥
芝加哥（發音：/ʃɪˈkɑːɡoʊ/ shih-KAH-goh（ⓘ）
，當地口音： /ʃɪˈkɔːɡoʊ/ shih-KAW-goh）是位于美国伊利诺伊州的都市，為库克县縣治，同時是美國中西部的樞紐都市，东临密歇根湖，辖区内人口在2020年人口普查中約有2,746,388人。其地处北美大陆的中心地带，為美国重要的铁路、航空樞紐，也是美国主要的金融、期货和商品交易中心之一，但不是伊利诺伊州的首府。服務該市的奥黑尔国际机场是美國第三繁忙的机场。自1837年建市以来，经过一百多年的发展，逐渐成为具有世界影响力的大都市之一。該市及其郊区组成的芝加哥大都市區，人口超过900万，是美国仅次于纽约、洛杉矶的第三大都会区。2014年全球城市排名中排名第7位。
芝加哥位於密歇根湖的淡水湖畔，於1837年在五大湖和密西西比河流域之間的港口附近合併為一個城市，並在19世紀中葉迅速發展。1860年，芝加哥是美國發展最快速的城市；1871年芝加哥大火摧毀了約9平方公里範圍的城鎮，但其後重建卻也促使芝加哥的發展；到了1880年，芝加哥的人口增長到503,000人，到1890年更是增加至100萬人。在接下來的幾十年裡，摩天大樓等建築熱潮加速了城市的人口增長，並對於當代都市規劃和分區標準做出了突出貢獻，包括全新的建築風格（包括芝加哥建築學派）、城市運動的發展和鋼構架的摩天大樓。
當代，芝加哥是金融、文化、教育和交通的國際中心。它是世界上創建最早的期貨和期權交易所的所在地，即芝加哥期貨交易所，僅商品和金融期貨就佔總交易量的20%，根據國際機場理事會的跟踪數據，奧黑爾國際機場經常位列世界前六大最繁忙的機場。該城市還擁有最多數量的聯邦高速公路，更是全國的鐵路樞紐，此外芝加哥地區也是世界上國內生產總值最高的地區之一，在2018年創造了6,890億美元。城市也是多家财富500大公司的所在地。
2018年，芝加哥湧入約5,800萬遊客創造城市旅遊業的新紀錄，並連續四年被生活雜誌《CondéNast Traveler》評為美國最佳大城市。並在2021年並評價為世界上最美麗的城市（僅次於布拉格）。芝加哥的地標包括千禧公園、海軍碼頭、華麗一英里、芝加哥藝術學院、威利斯大厦、格蘭特公園、科學與工業博物館等，芝加哥也是培育出多種流行文化的重鎮之一，包括視覺藝術、文學、電影、戲劇、即興喜劇、美食和音樂，其中更以爵士樂、藍調、靈魂樂、嘻哈、福音音樂和電子舞曲最為著名，在該地區的眾多學院和大學中，芝加哥大學、西北大學和伊利諾大學芝加哥分校最為著名，並在众多领域开创了“芝加哥学派”，其中包括著名的“芝加哥经济学派”和“芝加哥社会学派”。 芝加哥在每個主要職業聯賽中都有代表的職業運動隊，其中包括兩支美國職棒大聯盟球隊。

## 地名由來
「芝加哥」的名稱源自法語對阿爾岡昆人邁阿密-伊利諾語中「shikaakwa」一詞的轉寫，指洋蔥的野生近緣種野韭蔥。在17世紀探險家的記載中，現今芝加哥一帶的水域常常見到這種植物。
芝加哥常被当地华人简称为芝城，常见的别名則包括“风城”等。芝加哥哥倫布紀念博覽會时又称为“白城”。

## 歷史
18世纪前，现在的芝加哥地区是伯塔瓦托米印第安人的世居地。1763年前，芝加哥地区属于法国的新法兰西和路易斯安那交汇处，1763年法国在七年战争中战败，割让新法兰西和路易斯安那的东部给英国，此地成为英国的北美殖民地的一部分。1770年代時，拥有黑白血统的海地商人杜萨布尔来到这里，他是第一个外来的定居者，他娶伯塔瓦托米人为妻，并在这里开设这一地区第一家货栈。1803年，因为美英关系紧张，为了防备英国通过五大湖入侵美国后方并切断密西西比河航运，同时也为了防御本地印第安部落的攻击，美国陆军在此建立迪尔伯恩要塞，该要塞在1812年戰爭中的迪尔伯恩要塞屠杀中被毁。1816年，伯塔瓦托米和其他附近的印第安部落与美国政府签订圣路易斯协定，让出土地。1833年8月12日，芝加哥镇成立，当时拥有350名居民。随着定居人口的增加，1837年3月4日这里成为芝加哥市。

### 19世紀
在它历史的第一个百年中，芝加哥是当时世界上人口增长最快的城市之一，从19世纪初的空白起点增长到1900年已超过一百万。它是当时世界上人口超过一百万的城市中唯一在一个世纪前还不存在的城市。
1848年沟通密西根湖和密西西比河的伊利诺伊-密西根运河建成，沟通两大水道之间的航运，加上1825年已经修筑的伊利运河，密西西比河水系可以通过北部的芝加哥进入五大湖后通向纽约，芝加哥的水运枢纽地位确立。同年，芝加哥的第一条铁路开始修建。自此，芝加哥开始成为连接美国东西部的重要交通枢纽。便捷的水陆运输极大地刺激工商业的发展。城市的繁荣吸引众多的外来者到此定居，其中包括大量的农村人口和新外国移民。1870年到1900年间，芝加哥的人口从29.9万猛增到170万。当地的制造业和零售业成为中西部经济的主宰力量，并很大程度的影响美国经济。

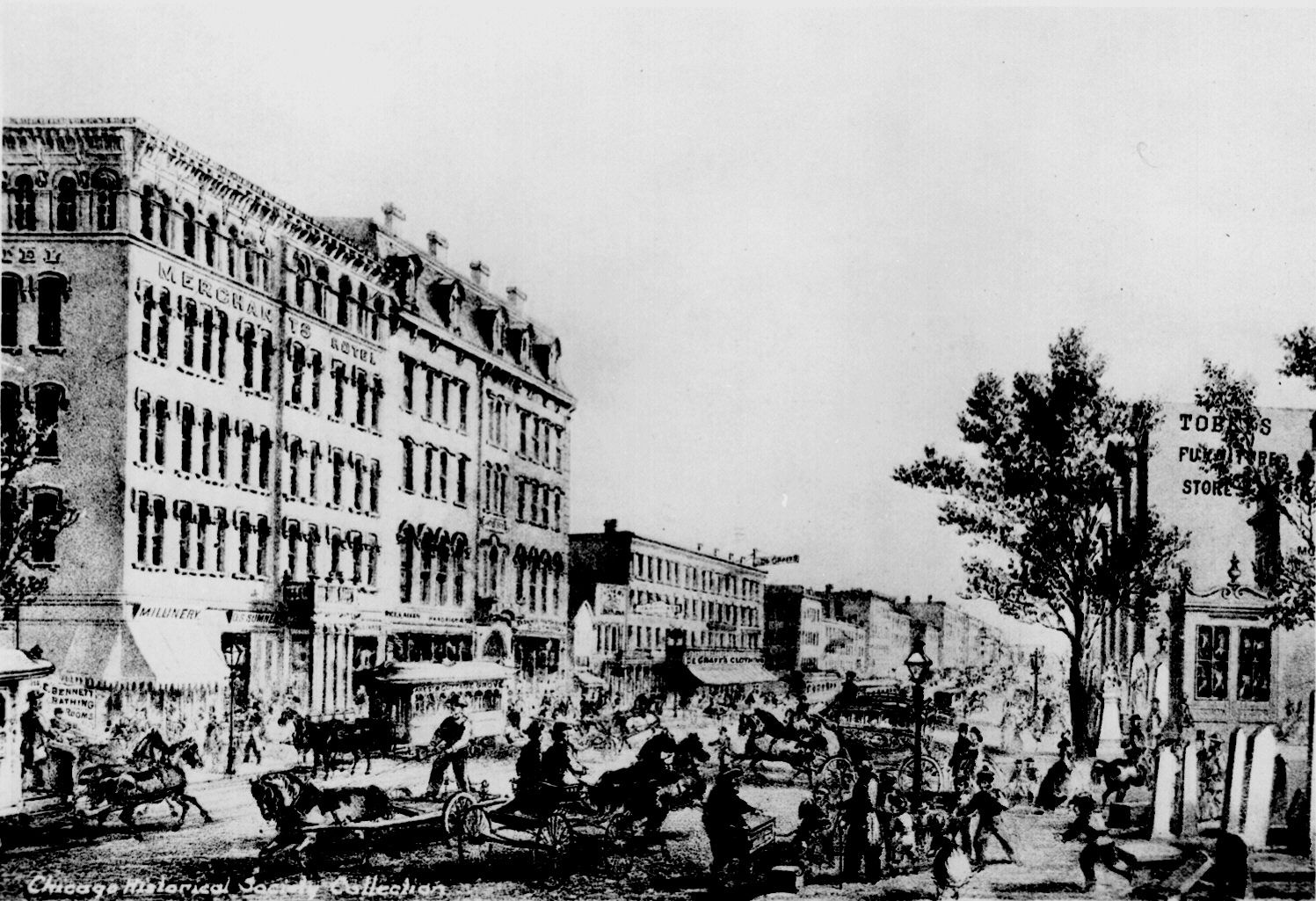
19世纪的市中心景观，华盛顿街（Washington Street）和州街（State Street）

1871年芝加哥大火之后，芝加哥得到快速的重建并很快恢复增长。在重建期间，这里产生世界上第一栋采用钢构架的摩天大楼——家庭保險大樓，以此开始芝加哥不断创新的城市建筑陆续获得世界性的声誉。1893年，芝加哥主办哥倫布紀念世界博覽會，获得极大的成功，共吸引到2750万游客前来参观。在此前一年，芝加哥大学也在此创建。
这时期的芝加哥被频繁的劳资冲突和混乱所困扰，其中包括1886年著名的干草市场暴乱。下层居民恶劣生活条件和各种社会问题引发一些象珍·亚当斯建立的霍尔馆一类的社会改革实验。芝加哥市也在城区规划和建设多个大型的城市公园。自1855年起，芝加哥就开始建设美国大城市中第一个完备的污水排放系统。这些举措一定程度上改善城市的面貌和普通市民的生活条件。

### 20世紀至今
由于人口的快速增长和工商业的发展，作为城市主要水源的密西根湖的边缘地带在此期间被严重污染。为解决饮水污染问题，市方在密西根湖里两英里处建设自来水厂的入水口，并通过水下管道将水引入城市的供水系统。可是这样的努力效果被证明是有限的，由于雨水可能把芝加哥河的污水带到入水口附近。1900年，这一问题终于得到彻底的解决。人们通过建设水位提升设施和闸门，将原本流入密西根湖的芝加哥河的流向倒转，使其转而向南流入伊利诺伊河。从此，城市的污水不再注入密西根湖。
1919年紅色夏季期間，在芝加哥發生過種族暴動。
1920年代禁酒令时期，芝加哥黑社会势力横行，产生芝加哥犯罪集團及其聯合創始人之一，綽號「疤面」（Scarface）的艾爾·卡彭等黑社会头子。这一期间，也开始有大量居住在南方的黑人迁入芝加哥和其他一些北方城市。1942年12月，世界上首次受控核反应试验在芝加哥大学成功，完成曼哈顿计划的关键一环。
1955年，前伊利诺伊州参议员理查德·J·戴利当选为芝加哥市长，此后担任此职位长达21年。1950年代起，由于汽车的普及和高速公路的修建，加上市区的居住生活条件欠佳，中上层居民逐渐开始向城市郊区的迁移，导致城市中心很多地段的衰落和贫民化。这一期间，芝加哥曾主办1968年民主党全国大会，期間派警察暴力鎮壓場外的反越戰示威者備受爭議（1968年芝加哥民主黨全國大會示威）。任內建成标志性的希尔斯大厦、約翰漢考克中心、麦考密克会展中心和奥黑尔机场。
政府注重提升芝加哥的環境品質，实施一些复兴衰落街区，改善城市基础设施、沿湖和沿河城市景观的建設。
芝加哥于2009年申办2016年夏季奧林匹克運動會，但是败给巴西的里约热内卢。
目前芝加哥的威利斯大廈（2009年7月16日前名為西爾斯大樓）為美國第二高的摩天大樓。僅次於紐約重建的世界貿易中心一號大樓。

## 地理

### 地形

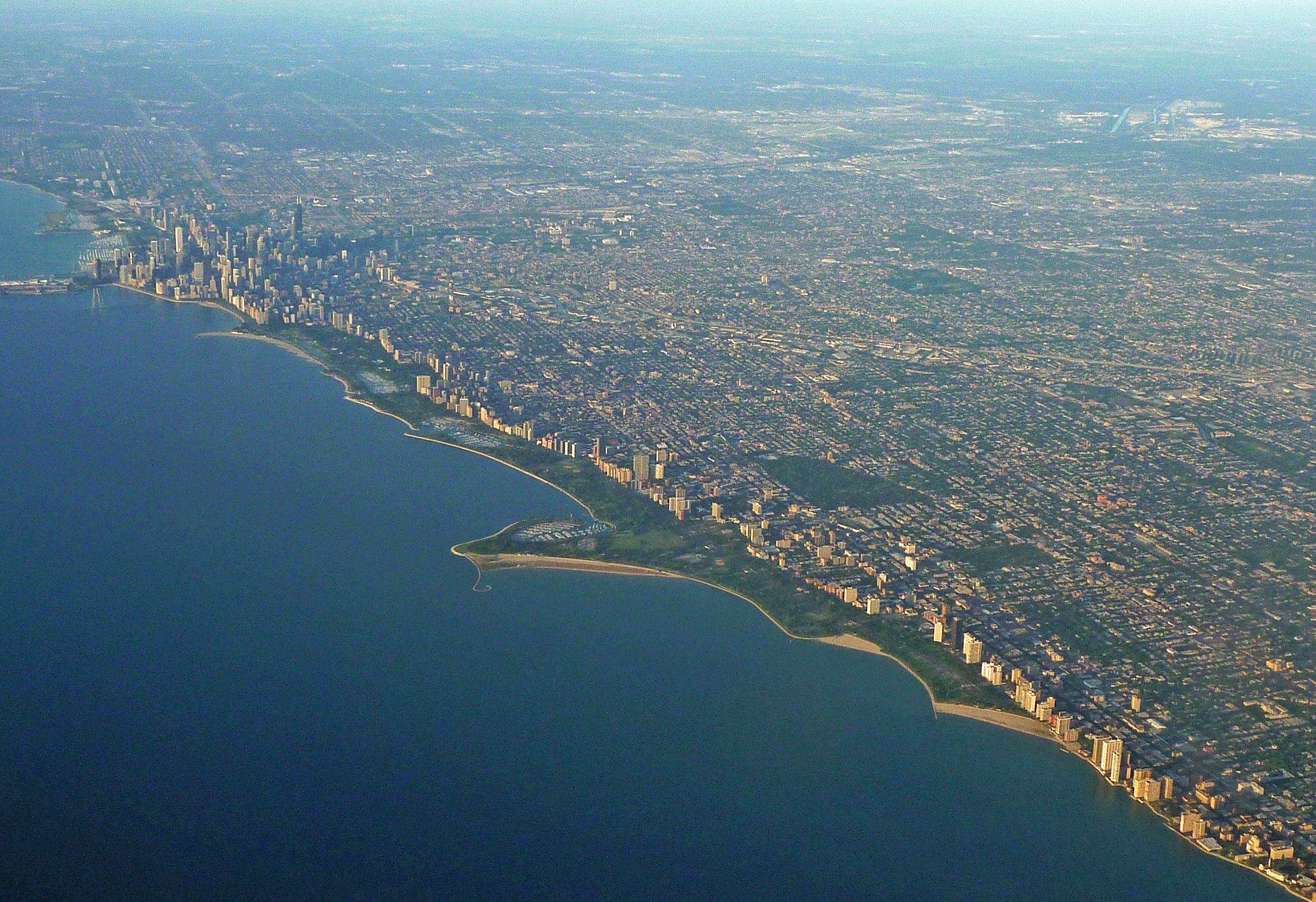
從天空俯瞰芝加哥市區

芝加哥的衛星圖像

芝加哥位于伊利诺州的东北角，濒临密西根湖的西南端。它是芝加哥大都市區的主要城市，芝加哥位于密西西比河水系和五大湖水系的分界线上。境内有两条河流，芝加哥河流经市中心，卡拉麦特河则穿过城市南部的工业区。两条河流原来都流入密西根湖。20世纪初，为使芝加哥河的城市污水不继续污染密西根湖水，芝加哥河水流方向被倒转，通过运河向南汇入密西西比河水系。
芝加哥的歷史和經濟，與其毗鄰密歇根湖密切相關。雖然歷史上芝加哥河處理了該地區的大部分水運貨物，但今天的大型湖泊貨輪主要則是使用該市南側的芝加哥港。該湖還提供了積極的影響緩和芝加哥的氣候，使得海濱社區在冬季依然稍微溫暖，在夏季則為涼爽。依照美国调查署数据，芝加哥市总面积为606.1 km², 其中588.3 km²为陆地，17.8 km²为水面。水面大约占总面积的2.94%。
芝加哥附近地区的地形相当平坦，平均海拔高度为176公尺。 最低海拔是湖岸的176公尺，最高海拔为南部郊区垃圾掩埋场的224公尺。芝加哥於1837年成立時，大部分早期建築都位於芝加哥河口附近，這可以在該城市最初的58個街區的地圖上看到。其中城市中心區、建成區的整體等級與其整體自然地理的自然平坦度相對一致，除此之外一般僅表現出細微的差異。平均陸地海拔為海拔579英尺（176.5 米）。雖然測量結果有所不同，最低點位於湖岸578英尺（176.2公尺）處，而最高點為672英尺（205公尺），位於城市最南端的貝弗利。
芝加哥雖具有中央商務區，但芝加哥也是一個社區城市。湖濱大道（Lake Shore Drive）毗鄰芝加哥大部分海濱。一些沿海濱的公園則包括林肯公園、格蘭特公園、伯納姆公園和傑克遜公園。26英里（42 公里）的海濱則設有24個公共海灘。垃圾填埋場則延伸到湖的部分地區，為海軍碼頭、北島、博物館校園和麥考密克展覽中心的大部分提供空間。該市大部分高層商住樓則靠近海濱。
整個芝加哥大都市區的非正式名稱是“芝加哥兰”（Chicagoland），通常表示城市及其所有郊區。創造該術語的《芝加哥論壇報》將該名稱定義包括芝加哥市、庫克縣的其餘地區以及伊利諾伊州附近的八個縣：萊克、麥克亨利、杜佩奇、凱恩、肯德爾、格蘭迪、威爾和坎卡基，以及印第安納州的三個縣：萊克、波特和拉波特。伊利諾伊州旅遊局將芝加哥地區定義為無庫克縣，只有萊克縣、杜佩奇縣、凱恩縣和威爾縣。芝加哥商會將其定義為庫克縣和杜佩奇縣、凱恩縣、萊克縣、麥克亨利縣和威爾縣所構成。

### 建築學

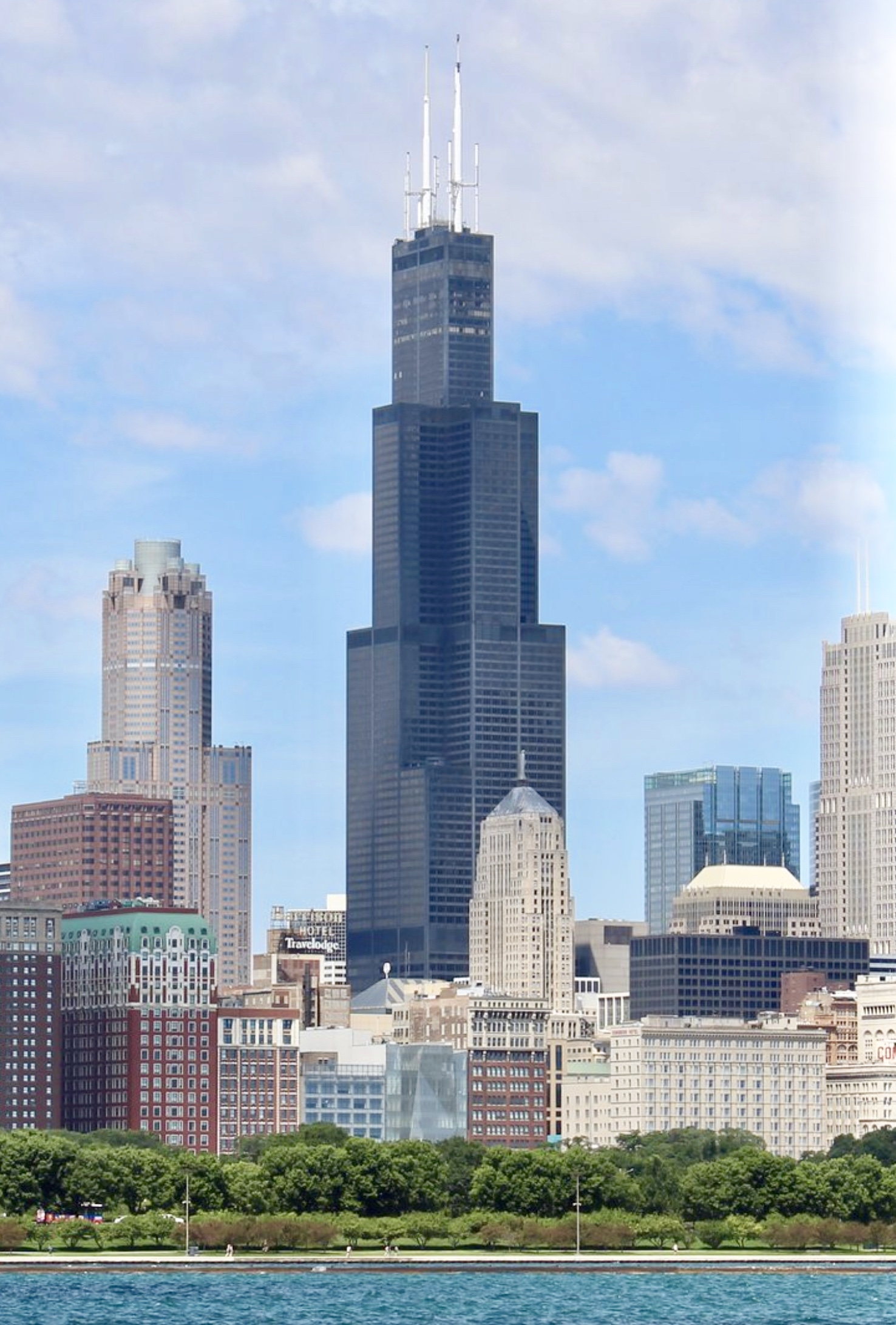
威利斯大廈目前是美國和西半球第三高的建築，每年有超過一百萬人參觀其觀景台，使其成為芝加哥最受歡迎的旅遊景點之一。
珠寶商大廈（35 East Wacker）建於1925年至1927年，在當時曾被認為是紐約市以外世界上最高的建築。
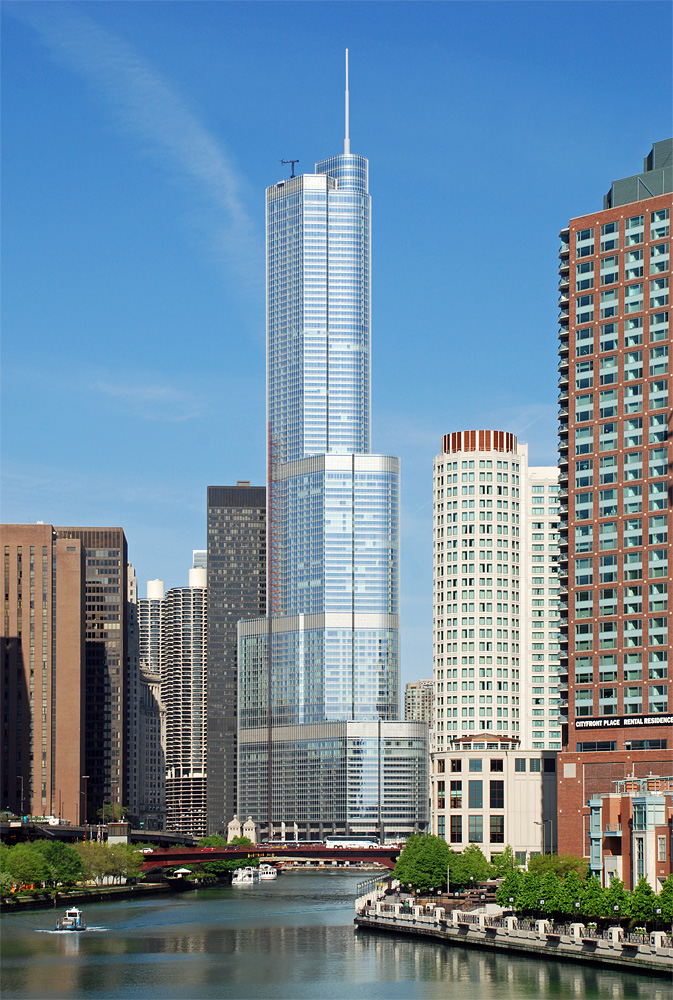
特朗普國際酒店大廈目前是芝加哥第二高的建築物。
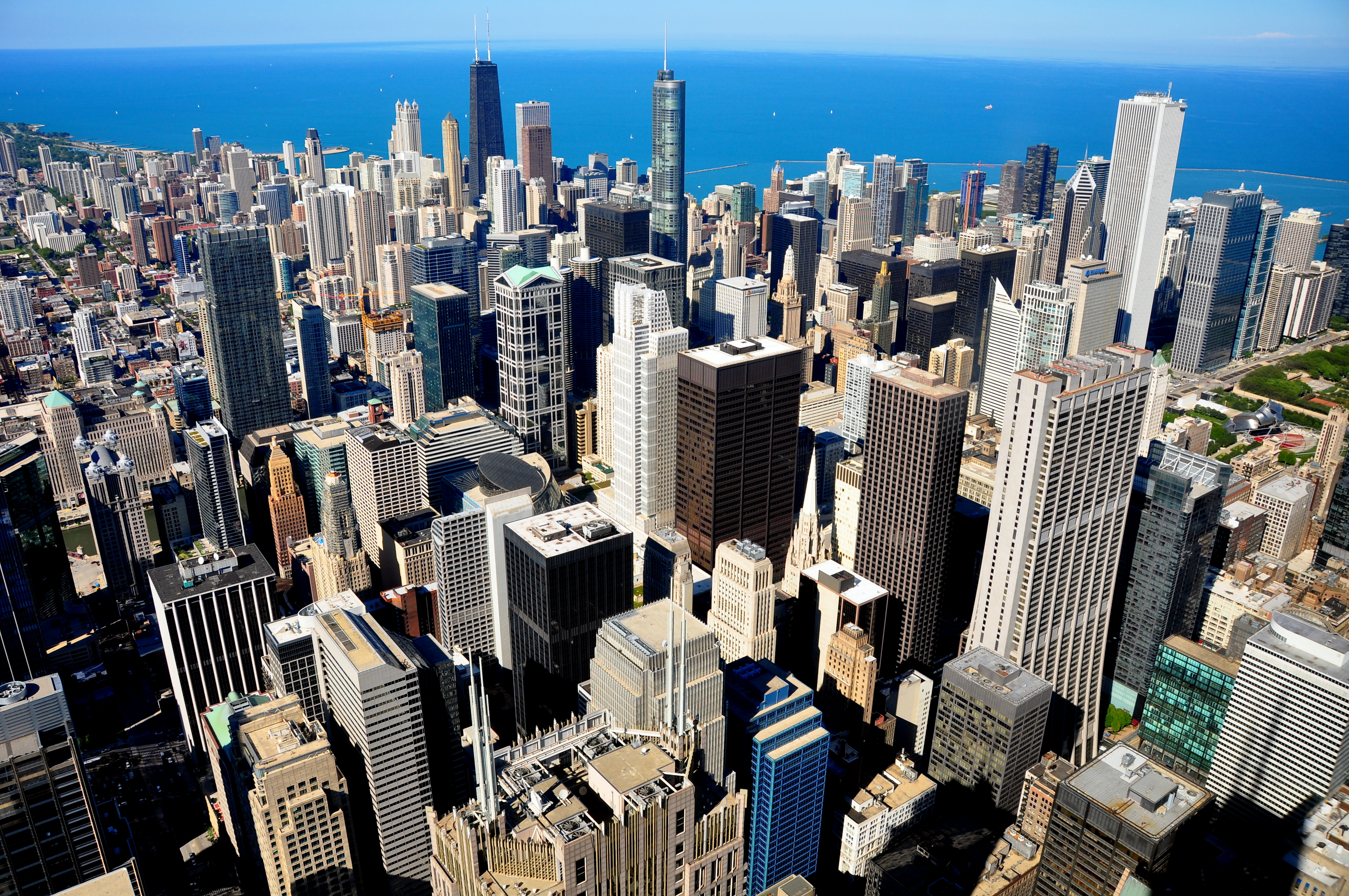
芝加哥市中心的眾多塔樓

1871年，芝加哥大火對於城市造成的破壞導致了美國歷史上最大的建築熱潮。1885年，隨著迎來摩天大樓時代，世界上第一棟摩天大樓——家庭保險大樓在這座城市興起，隨後世界上許多其他城市也紛紛效仿。今日，芝加哥是一個擁有大量摩天大樓的城市，擁有世界上最高和最密集的天際線之一。
美國一些最高摩天大樓的位於芝加哥；威利斯大廈（原西爾斯大廈）是西半球僅次於世界貿易中心一號樓的第二高樓，盧普區的歷史建築則包括芝加哥期貨交易所大樓、美術大樓、珠寶商大廈和芝加哥大樓，以及路德維希·密斯·凡德羅所設計的860–880號湖濱大道公寓、 Apartments by Mies van der Rohe。許多建築師也曾芝加哥的天際線設計當地摩天大樓，例如丹尼爾·伯納姆、路易斯·蘇利文、查爾斯·B·阿特伍德、約翰·威爾博恩·魯特和赫爾穆特·賈恩，商品市場則曾是世界上最大的建築。
芝加哥的建築舉世聞名，其中有一種風格被稱為芝加哥建築學派，其早期的很多作品也被稱為商業風格。依照時間又可再細分為第一學派和第二學派。 芝加哥也是草原學派的所在地，至今在芝加哥各處都可以找到多種不同規模的房屋、聯排別墅、公寓和公寓樓。該市遠離湖泊的大片住宅區的特色，是建於20世紀初至二戰結束的磚砌平房設計。此外芝加哥也是著名的波蘭大教堂風格教堂的發源地，芝加哥郊區的橡樹公園是著名建築師法蘭克·洛伊·萊特的家，他曾在芝加哥大學附近設計了羅比之家。

### 气候
芝加哥气候位於美国中西部温带，屬典型的夏季炎熱溫帶大陸性濕潤氣候，這使得城市四季分明。但与沿湖地区相比，内陆西郊的气温更极端，尤其在春季和初夏間；有时由密西根湖吹来的风导致市中心及其沿湖地区在春季保持在10℃以下的气温（同时西郊可达30℃以上），于是城市也以所谓的“沿湖更凉爽”（cooler by the lake）而得名。在冬季期間，城市氣候較為寒冷而漫长，潮湿，日照少，日最高气温低于或等于0 °C（32 °F）的平均日数为43天，日最低气温低于或等于−10 °C（14 °F）的平均日数为30天，−20 °C（−4 °F）以下的有3.4天；夏季相对炎热潮湿，日最高气温达30 °C（86 °F）的日数年均有39天，35 °C（95 °F）以上的有3.0天。
芝加哥最冷月（1月）均温−3.8 °C（25.2 °F），极端最低气温−33 °C（−27 °F）（1985年1月20日）。最热月（7月）均温24.1 °C（75.4 °F），极端最高气温41 °C（105 °F）（1934年7月24日）。年均降水量约962（37.86英寸）；年极端最少降水量为564（22.22英寸）（1962年），最多为1,292（50.86英寸）（2008年）。年均降雪量为98（38.4英寸）；1920–21年的降雪量最少，积累降雪量只有25（9.8英寸），1978–79年的降雪量最多，积累降雪量为228（89.7英寸）。无霜期平均为200天（4月10日至10月27日）；可测量降雪平均期为11月17日至3月30日。
由于大湖效應，芝加哥经常迎来暴雪。
| 芝加哥国际交换站（1991–2020年正常值，1871年至今极端数据） | 芝加哥国际交换站（1991–2020年正常值，1871年至今极端数据） | 芝加哥国际交换站（1991–2020年正常值，1871年至今极端数据） | 芝加哥国际交换站（1991–2020年正常值，1871年至今极端数据） | 芝加哥国际交换站（1991–2020年正常值，1871年至今极端数据） | 芝加哥国际交换站（1991–2020年正常值，1871年至今极端数据） | 芝加哥国际交换站（1991–2020年正常值，1871年至今极端数据） | 芝加哥国际交换站（1991–2020年正常值，1871年至今极端数据） | 芝加哥国际交换站（1991–2020年正常值，1871年至今极端数据） | 芝加哥国际交换站（1991–2020年正常值，1871年至今极端数据） | 芝加哥国际交换站（1991–2020年正常值，1871年至今极端数据） | 芝加哥国际交换站（1991–2020年正常值，1871年至今极端数据） | 芝加哥国际交换站（1991–2020年正常值，1871年至今极端数据） | 芝加哥国际交换站（1991–2020年正常值，1871年至今极端数据） |
| 月份 | 1月                                                       | 2月                                                       | 3月                                                       | 4月                                                       | 5月                                                       | 6月                                                       | 7月                                                       | 8月                                                       | 9月                                                       | 10月                                                      | 11月                                                      | 12月                                                      | 全年                                                      |
| --- | --------------------------------------------------------- | --------------------------------------------------------- | --------------------------------------------------------- | --------------------------------------------------------- | --------------------------------------------------------- | --------------------------------------------------------- | --------------------------------------------------------- | --------------------------------------------------------- | --------------------------------------------------------- | --------------------------------------------------------- | --------------------------------------------------------- | --------------------------------------------------------- | --------------------------------------------------------- |
| 历史最高温 °C（°F） | 19 (67)                                                   | 24 (75)                                                   | 31 (88)                                                   | 33 (91)                                                   | 37 (98)                                                   | 40 (104)                                                  | 41 (105)                                                  | 39 (102)                                                  | 38 (101)                                                  | 34 (94)                                                   | 27 (81)                                                   | 22 (71)                                                   | 41 (105)                                                  |
| 平均最高温 °C（°F） | 11.3 (52.3)                                               | 13.8 (56.8)                                               | 21.7 (71.0)                                               | 27.2 (80.9)                                               | 31.1 (88.0)                                               | 33.9 (93.1)                                               | 34.9 (94.9)                                               | 34.0 (93.2)                                               | 32.1 (89.7)                                               | 27.6 (81.7)                                               | 19.4 (67.0)                                               | 13.6 (56.4)                                               | 35.6 (96.0)                                               |
| 平均高温 °C（°F） | −0.2 (31.6)                                               | 2.1 (35.7)                                                | 8.3 (47.0)                                                | 15.0 (59.0)                                               | 21.4 (70.5)                                               | 26.9 (80.4)                                               | 29.2 (84.5)                                               | 28.1 (82.5)                                               | 24.2 (75.5)                                               | 17.1 (62.7)                                               | 9.1 (48.4)                                                | 2.6 (36.6)                                                | 15.3 (59.5)                                               |
| 平均低温 °C（°F） | −7.3 (18.8)                                               | −5.7 (21.8)                                               | −0.6 (31.0)                                               | 4.6 (40.3)                                                | 10.3 (50.6)                                               | 16.0 (60.8)                                               | 19.1 (66.4)                                               | 18.4 (65.1)                                               | 13.9 (57.1)                                               | 7.4 (45.4)                                                | 1.2 (34.1)                                                | −4.2 (24.4)                                               | 6.1 (43.0)                                                |
| 平均最低温 °C（°F） | −20.3 (−4.5)                                              | −17.5 (0.5)                                               | −11.2 (11.8)                                              | −3.6 (25.6)                                               | 2.6 (36.7)                                                | 7.8 (46.0)                                                | 12.5 (54.5)                                               | 12.4 (54.3)                                               | 5.4 (41.8)                                                | −1.3 (29.7)                                               | −8.2 (17.3)                                               | −16.0 (3.2)                                               | −22.5 (−8.5)                                              |
| 历史最低温 °C（°F） | −33 (−27)                                                 | −29 (−21)                                                 | −24 (−12)                                                 | −14 (7)                                                   | −3 (27)                                                   | 2 (35)                                                    | 7 (45)                                                    | 6 (42)                                                    | −2 (29)                                                   | −10 (14)                                                  | −19 (−2)                                                  | −32 (−25)                                                 | −33 (−27)                                                 |
| 平均降水量 mm（） | 51 (1.99)                                                 | 50 (1.97)                                                 | 62 (2.45)                                                 | 95 (3.75)                                                 | 114 (4.49)                                                | 104 (4.10)                                                | 94 (3.71)                                                 | 108 (4.25)                                                | 81 (3.19)                                                 | 87 (3.43)                                                 | 61 (2.42)                                                 | 54 (2.11)                                                 | 962 (37.86)                                               |
| 平均降雪量 cm（） | 29 (11.3)                                                 | 27 (10.7)                                                 | 14 (5.5)                                                  | 3.3 (1.3)                                                 | 0.0 (0.0)                                                 | 0.0 (0.0)                                                 | 0.0 (0.0)                                                 | 0.0 (0.0)                                                 | 0.0 (0.0)                                                 | 0.51 (0.2)                                                | 4.6 (1.8)                                                 | 19 (7.6)                                                  | 98 (38.4)                                                 |
| 平均降水天数（≥ 0.01 in） | 11.0                                                      | 9.4                                                       | 10.8                                                      | 12.3                                                      | 12.5                                                      | 11.1                                                      | 9.7                                                       | 9.4                                                       | 8.5                                                       | 10.5                                                      | 10.0                                                      | 10.6                                                      | 125.8                                                     |
| 平均降雪天数（≥ 0.1 in） | 8.5                                                       | 6.4                                                       | 4.0                                                       | 1.0                                                       | 0.0                                                       | 0.0                                                       | 0.0                                                       | 0.0                                                       | 0.0                                                       | 0.2                                                       | 1.6                                                       | 6.1                                                       | 27.8                                                      |
| 平均相對濕度（％） | 75                                                        | 74                                                        | 70                                                        | 66                                                        | 66                                                        | 67                                                        | 69                                                        | 72                                                        | 71                                                        | 70                                                        | 73                                                        | 76                                                        | 71                                                        |
| 月均日照時數 | 135.8                                                     | 136.2                                                     | 187.0                                                     | 215.3                                                     | 281.9                                                     | 311.4                                                     | 318.4                                                     | 283.0                                                     | 226.6                                                     | 193.2                                                     | 113.3                                                     | 106.3                                                     | 2,508.4                                                   |
| 可照百分比 | 46                                                        | 46                                                        | 51                                                        | 54                                                        | 62                                                        | 68                                                        | 69                                                        | 66                                                        | 60                                                        | 56                                                        | 38                                                        | 37                                                        | 56                                                        |
| 来源：（1981–2010年相对湿度；1961–1990年日照） 芝加哥国际交换站，1871年1月–1925年12月31日在市中心各地，1926年1月1日–1942年6月30日在芝加哥大学，1942年7月1日–1980年1月16日在中途国际机场，1980年1月17日起在奥黑尔国际机场。 |                                                           |                                                           |                                                           |                                                           |                                                           |                                                           |                                                           |                                                           |                                                           |                                                           |                                                           |                                                           |                                                           |

| 芝加哥（中途国际机场，1991–2020年正常值，1928年至今极端数据） | 芝加哥（中途国际机场，1991–2020年正常值，1928年至今极端数据） | 芝加哥（中途国际机场，1991–2020年正常值，1928年至今极端数据） | 芝加哥（中途国际机场，1991–2020年正常值，1928年至今极端数据） | 芝加哥（中途国际机场，1991–2020年正常值，1928年至今极端数据） | 芝加哥（中途国际机场，1991–2020年正常值，1928年至今极端数据） | 芝加哥（中途国际机场，1991–2020年正常值，1928年至今极端数据） | 芝加哥（中途国际机场，1991–2020年正常值，1928年至今极端数据） | 芝加哥（中途国际机场，1991–2020年正常值，1928年至今极端数据） | 芝加哥（中途国际机场，1991–2020年正常值，1928年至今极端数据） | 芝加哥（中途国际机场，1991–2020年正常值，1928年至今极端数据） | 芝加哥（中途国际机场，1991–2020年正常值，1928年至今极端数据） | 芝加哥（中途国际机场，1991–2020年正常值，1928年至今极端数据） | 芝加哥（中途国际机场，1991–2020年正常值，1928年至今极端数据） |
| 月份                                                          | 1月                                                           | 2月                                                           | 3月                                                           | 4月                                                           | 5月                                                           | 6月                                                           | 7月                                                           | 8月                                                           | 9月                                                           | 10月                                                          | 11月                                                          | 12月                                                          | 全年                                                          |
| ------------------------------------------------------------- | ------------------------------------------------------------- | ------------------------------------------------------------- | ------------------------------------------------------------- | ------------------------------------------------------------- | ------------------------------------------------------------- | ------------------------------------------------------------- | ------------------------------------------------------------- | ------------------------------------------------------------- | ------------------------------------------------------------- | ------------------------------------------------------------- | ------------------------------------------------------------- | ------------------------------------------------------------- | ------------------------------------------------------------- |
| 历史最高温 °C（°F）                                           | 19 (67)                                                       | 24 (75)                                                       | 30 (86)                                                       | 33 (92)                                                       | 39 (102)                                                      | 42 (107)                                                      | 43 (109)                                                      | 39 (102)                                                      | 38 (101)                                                      | 34 (94)                                                       | 27 (81)                                                       | 22 (72)                                                       | 43 (109)                                                      |
| 平均高温 °C（°F）                                             | 0.4 (32.8)                                                    | 2.7 (36.8)                                                    | 8.8 (47.9)                                                    | 15.6 (60.0)                                                   | 21.9 (71.5)                                                   | 27.3 (81.2)                                                   | 29.6 (85.2)                                                   | 28.4 (83.1)                                                   | 24.7 (76.5)                                                   | 17.6 (63.7)                                                   | 9.8 (49.6)                                                    | 3.2 (37.7)                                                    | 15.8 (60.5)                                                   |
| 平均低温 °C（°F）                                             | −6.9 (19.5)                                                   | −5.1 (22.9)                                                   | 0.0 (32.0)                                                    | 5.4 (41.7)                                                    | 11.3 (52.4)                                                   | 17.1 (62.7)                                                   | 20.1 (68.1)                                                   | 19.4 (66.9)                                                   | 15.1 (59.2)                                                   | 8.2 (46.8)                                                    | 1.8 (35.2)                                                    | −3.7 (25.3)                                                   | 6.9 (44.4)                                                    |
| 历史最低温 °C（°F）                                           | −32 (−25)                                                     | −29 (−20)                                                     | −22 (−7)                                                      | −12 (10)                                                      | −2 (28)                                                       | 2 (35)                                                        | 8 (46)                                                        | 6 (43)                                                        | 1 (34)                                                        | −7 (20)                                                       | −19 (−3)                                                      | −29 (−20)                                                     | −32 (−25)                                                     |
| 平均降水量 mm（）                                             | 58 (2.30)                                                     | 54 (2.12)                                                     | 68 (2.66)                                                     | 105 (4.15)                                                    | 121 (4.75)                                                    | 115 (4.53)                                                    | 102 (4.02)                                                    | 104 (4.10)                                                    | 85 (3.33)                                                     | 98 (3.86)                                                     | 69 (2.73)                                                     | 59 (2.33)                                                     | 1,038 (40.88)                                                 |
| 平均降雪量 cm（）                                             | 32 (12.5)                                                     | 26 (10.1)                                                     | 14 (5.7)                                                      | 2.5 (1.0)                                                     | 0.0 (0.0)                                                     | 0.0 (0.0)                                                     | 0.0 (0.0)                                                     | 0.0 (0.0)                                                     | 0.0 (0.0)                                                     | 0.25 (0.1)                                                    | 3.8 (1.5)                                                     | 20 (7.9)                                                      | 99 (38.8)                                                     |
| 平均降水天数（≥ 0.01 in）                                     | 11.5                                                          | 9.4                                                           | 11.1                                                          | 12.0                                                          | 12.4                                                          | 11.1                                                          | 10.0                                                          | 9.3                                                           | 8.4                                                           | 10.8                                                          | 10.2                                                          | 10.8                                                          | 127.0                                                         |
| 平均降雪天数（≥ 0.1 in）                                      | 8.9                                                           | 6.4                                                           | 3.9                                                           | 0.9                                                           | 0.0                                                           | 0.0                                                           | 0.0                                                           | 0.0                                                           | 0.0                                                           | 0.2                                                           | 1.6                                                           | 6.3                                                           | 28.2                                                          |
| 来源：NOAA,WRCC                                               |                                                               |                                                               |                                                               |                                                               |                                                               |                                                               |                                                               |                                                               |                                                               |                                                               |                                                               |                                                               |                                                               |

### 時區
與伊利諾伊州的其他地區一樣，芝加哥屬於北美中部时区的一部分。北美東部時區的邊界則位於東部不遠處，並使用於密歇根州和印第安納州的部分地區。

## 经济

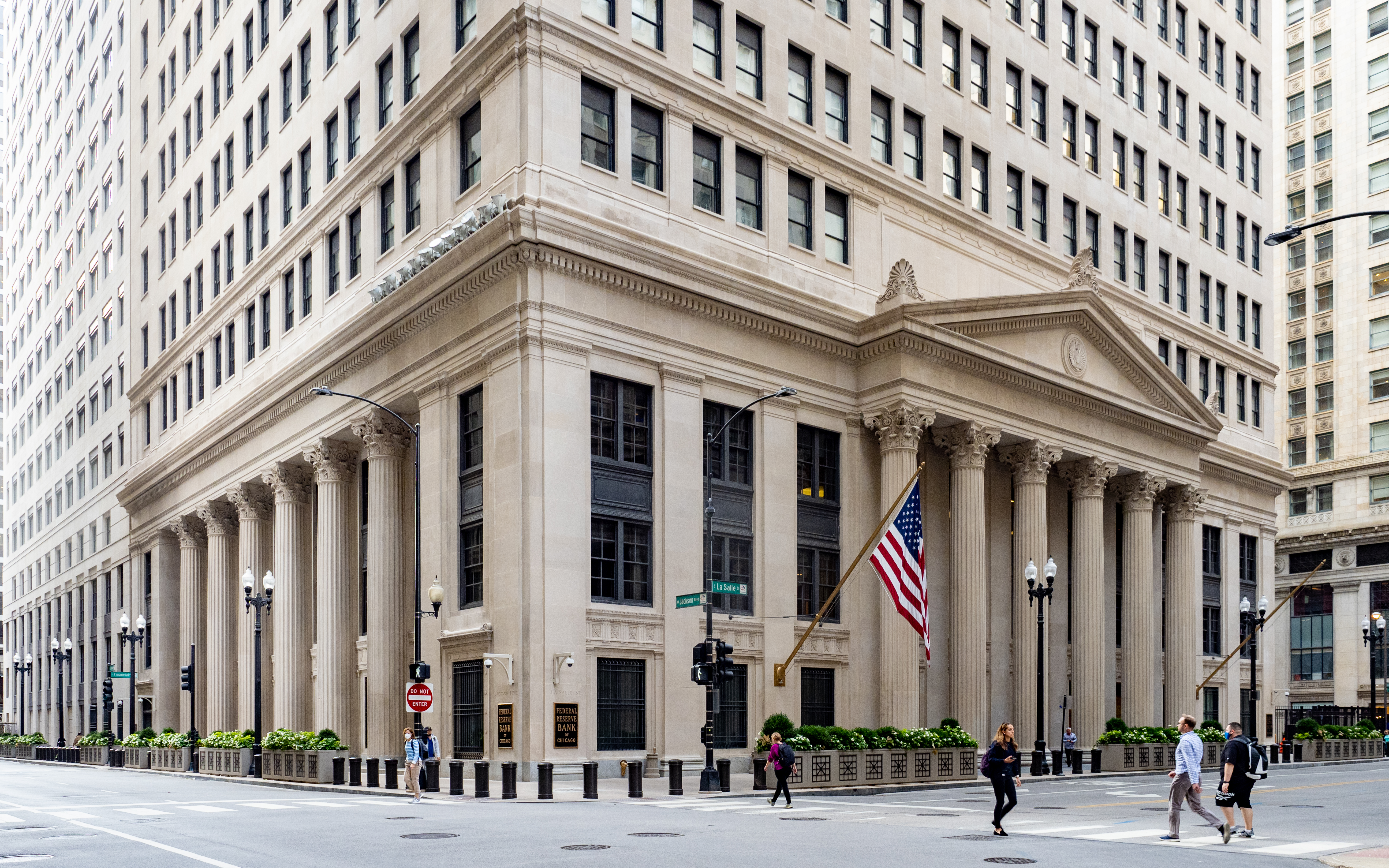
芝加哥聯邦儲備銀行，是美國的12個地區聯邦儲備銀行之一

根據2017年9月的估計，芝加哥的大都市生產總值位居美國第三（仅次于纽约和洛杉矶），約為6705億美元。由於經濟多樣化，該都市區也被評為美國發展最均衡的經濟體。它被万事达卡全球贸易中心指数(MasterCard Worldwide Centers of Commerce Index)评为全球最重要的商业中心的第四名。此外，芝加哥都市区新增的企业数在2001年到2008年这七年有六年一直位居美国第一位。而且该市的科技创新力也名列美国第三。在2009年，该市被瑞银集团评为全球最富有城市的第九位。

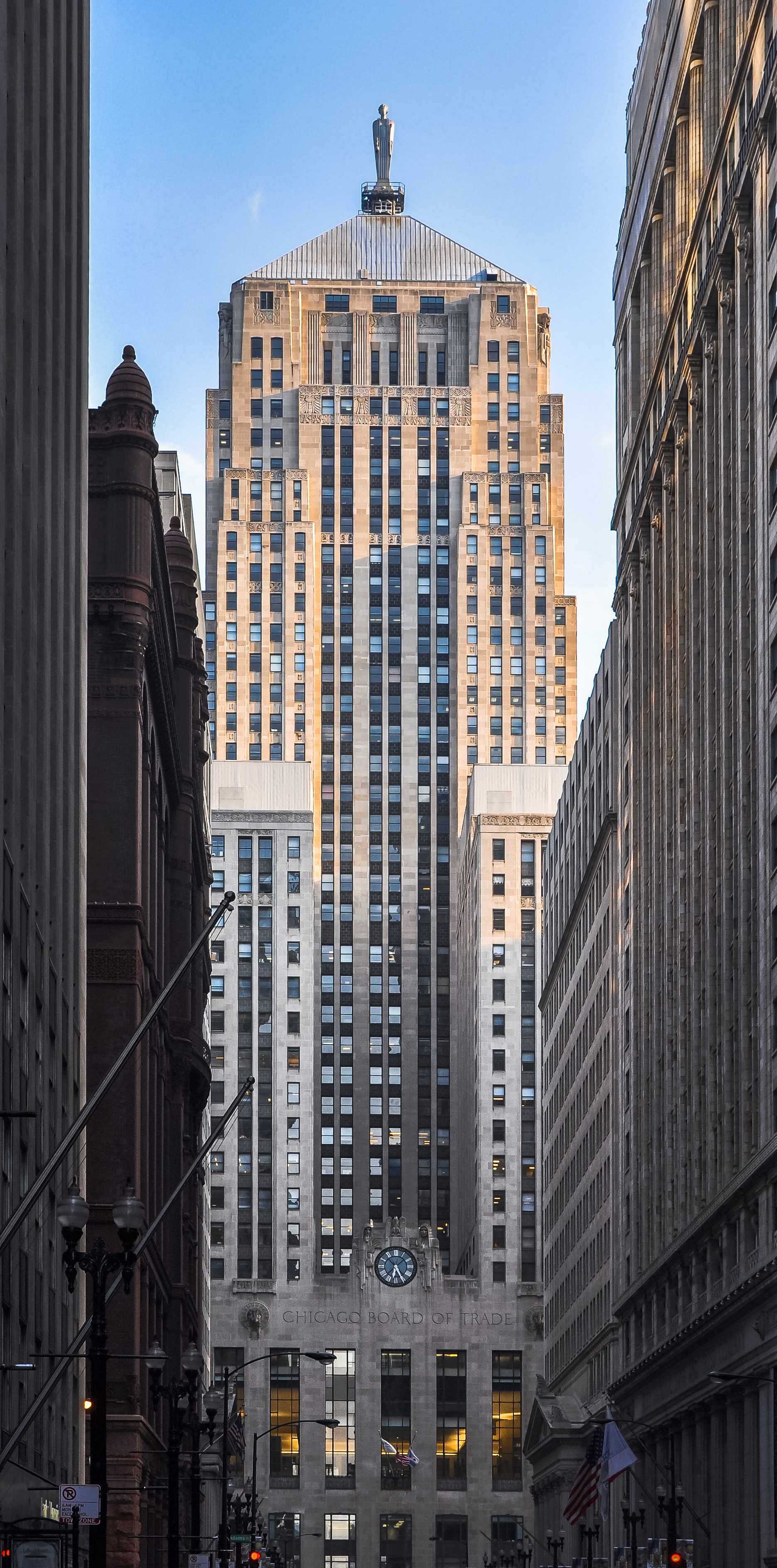
芝加哥期貨交易所大樓，是芝加哥於1930年至1965年間市內最高的建築物

芝加哥在歷史上，曾是金融或企業家約翰·克雷拉（John Crerar）、 約翰·惠特菲爾德·布恩（John Whitfield Bunn）、理查德·T·克萊恩 (Richard T. Crane)、 馬歇爾·菲爾德 (Marshall Field)、約翰·V·法維爾（John Farwell）、朱利叶斯·罗森瓦德和許多其他商業人士的營運基地，他們為中西部和全球工業奠定了基礎。目前芝加哥則是世界最主要的金融中心，擁有美國第二大中央商務區。有12家财富500强公司的总部设立在此，如芝加哥联邦储备银行、芝加哥證券交易所、以及紐約商品期貨交易所和道琼斯指数在列的芝加哥商品交易所等。由于芝加哥經濟學派的影响，该市也有其他多种多样的交易市场。2017 年，芝加哥交易所交易了47億種衍生品，面值超過1萬億美元。在學術上，芝加哥藉由芝加哥經濟學派對於當前金融業產生影響，其中芝加哥大学经济系是世界上最顶尖的经济系之一，截止2019年9月，共有13个诺贝尔经济学奖以及6个约翰·贝茨·克拉克奖曾授予在该系工作的教授（获奖时在芝加哥大学任教）。
该市有美国第二大的劳力市场—估计有425万的工作人员。该市有12个全球500强的公司总部，以及17个财经500强的公司总部。军工巨头波音公司的总部于2001年搬到芝加哥，卡夫食品和麦当劳位于芝加哥的郊区，这三家公司都属于道琼斯工业平均指数的30大公司之列，聯合航空总部也位于芝加哥。此外製造、印刷、出版和食品加工也在該市的經濟中發揮重要作用。幾家醫療產品和服務公司的總部設在芝加哥地區，包括百特國際、波音、美國雅培和通用電氣的醫療保健部門。
多個科技和運輸行业在该地的经济方面占据比较大的份额。几个医药制造和服务公司如百特國際和美國雅培的总部位于这里。通用电气提供医疗健康服务的部门在该地设有分支机构。伊州和密歇根州为了通过五大湖运输货物，以及19世纪以来铁路的发展使得该地成为美国运输业的一大中心。在1840年代，芝加哥成为谷类作物的主要运输港口，在1850年代和1860年代，芝加哥港的猪肉和牛肉运输业得到了很大扩展。随着一些重要的肉类公司，比如Armour and Company在该市的增多，为该地和美国创造了全球性的商机。尽管肉类加工业目前在该市的经济中已占很小的角色，不过芝加哥仍旧是这一产业的一大运输和分散中心。由于该地有大量消费者和许多大学毕业生，近年來芝加哥也诞生了许多新兴的网络公司，如凱業必達、Orbitz、37signals、Groupon和Google FeedBurner等。

## 人口
| 调查年                                | 人口      | 备注 | %±     |
| ------------------------------------- | --------- | ---- | ------ |
| 1840                                  | 4,470     |      | —      |
| 1850                                  | 29,963    |      | 570.3% |
| 1860                                  | 112,172   |      | 274.4% |
| 1870                                  | 298,977   |      | 166.5% |
| 1880                                  | 503,185   |      | 68.3%  |
| 1890                                  | 1,099,850 |      | 118.6% |
| 1900                                  | 1,698,575 |      | 54.4%  |
| 1910                                  | 2,185,283 |      | 28.7%  |
| 1920                                  | 2,701,705 |      | 23.6%  |
| 1930                                  | 3,376,438 |      | 25.0%  |
| 1940                                  | 3,396,808 |      | 0.6%   |
| 1950                                  | 3,620,962 |      | 6.6%   |
| 1960                                  | 3,550,404 |      | −1.9%  |
| 1970                                  | 3,366,957 |      | −5.2%  |
| 1980                                  | 3,005,072 |      | −10.7% |
| 1990                                  | 2,783,726 |      | −7.4%  |
| 2000                                  | 2,896,016 |      | 4.0%   |
| 2010                                  | 2,695,598 |      | −6.9%  |
| 2020                                  | 2,746,388 |      | 1.9%   |
| United States Census Bureau 2010–2020 |           |      |        |

芝加哥是世界上歷史發展最快的城市之一，自从1833年建立以来，芝加哥在前一百年的人口增长是全球最快的。城市最初成立時僅不到200人定居，到第一次人口普查時，人口已超過4,000人，在 19世紀末，芝加哥是世界第五大城市，人口最多的时候是1950年代的360万。此后由于基础设施（如市内街道）和住房老化（主要是能耗过高和材料老化）和市区治安恶化等因素导致白人群飞现象以及逆城市化，芝加哥市人口出现外流现象，目前（2020年）人口仅相当于1920年的水平，相当于一百年轮回。
從19世紀後期，芝加哥是來自愛爾蘭、南歐、中歐和東歐移民潮的目的地，其中居住於此的移民包括義大利人、猶太人、俄羅斯人、波蘭人、希臘人、立陶宛人、保加利亞人、阿爾巴尼亞人、羅馬尼亞人、土耳其人、克羅地亞人、塞爾維亞人、波斯尼亞人、黑山人和捷克人。對這些民族來說，芝加哥發展的工業與職業是吸引他們居住於此的原因，由於非裔美国人大迁徙（Great Migration），也讓來自美國南部的非裔美國人湧入，且主要聚集在芝加哥的南部和西部地区。
根據美國人口普查估計，截至2019年7月，芝加哥最大的種族或族裔群體是非西班牙裔白人，佔總人口的32.8%，黑人佔30.1%，西班牙裔人口占總人口的29.0%。依2010年美国普查的数据显示，1,045,560个家庭中，共有2,695,598人生活在芝加哥。而在伊利諾州内，有超过一半的人生活在芝加哥大都会区内。目前具体人种构成如下：
| 種族構成             | 2020  | 2010  | 1990  | 1970  | 1940  |
| -------------------- | ----- | ----- | ----- | ----- | ----- |
| 白人（非西班牙裔）   | 31.4% | 31.7% | 37.9% | 59.0% | 91.2% |
| 拉丁裔               | 29.8% | 28.9% | 19.6% | 7.4%  | 0.5%  |
| 非裔（非西班牙裔）   | 28.7% | 32.3% | 39.1% | 32.7% | 8.2%  |
| 亞裔（非西班牙裔）   | 6.9%  | 5.4%  | 3.7%  | 0.9%  | 0.1%  |
| 多種族（非西班牙裔） | 2.6%  | 1.3%  | n/a   | n/a   | n/a   |

芝加哥擁有美國第三大LGBT人口。2018年，芝加哥衛生部估計7.5%的成年人（約146,000名芝加哥人）是LGBTQ。2015年，大約 4% 的人口被認定為 LGBT。自2013年伊利諾伊州同性婚姻合法化以來，已有超過10,000對同性伴侶在庫克縣結婚，其中大部分在芝加哥。2012年，當市長拉姆·伊曼紐爾和市議會通過《歡迎城市條例》時，芝加哥成為“法律上的”庇護城市。
根據美國人口普查局的美國社區調查數據估計，2008-2012年，該市一個家庭的收入中位數為47,408 美元，一個家庭的收入中位數為54,188美元。男性全職的收入中位數為 47,074 美元，女性為42,063 美元。大約18.3%的家庭和22.1%的人口生活在貧困線以下。2018 年，芝加哥擁有約3,300名居民身價超過3,000萬美元，在全球超高淨值居民人數最多方面排名第7。
根據美國人口普查機構的2008-2012年美國社區調查，芝加哥多於10,000人的族群組成有：
- 塞爾維亞人: (300,730)
- 愛爾蘭人: (137,799)
- 波蘭人: (134,032)
- 德國人: (120,328)
- 義大利人: (77,967)
- 中國人: (66,978)
- 美國人: (37,118)
- 英國人: (36,145)
- 非洲裔美國人：(32,727)
- 俄羅斯人: (19,771)
- 阿拉伯人: (17,598)
- 歐洲人: (15,753)
- 瑞典人: (15,151)
- 日本人: (15,142)
- 希臘人: (15,129)
- 法國人 (except Basque): (11,410)
- 烏克蘭人: (11,104)
- 西印度群島人(except Hispanic groups): (10,349)

自稱“其他群體”的人被分類為172萬，未分類或未報告的人數約為153,000人。

### 宗教
芝加哥的宗教(2014年)

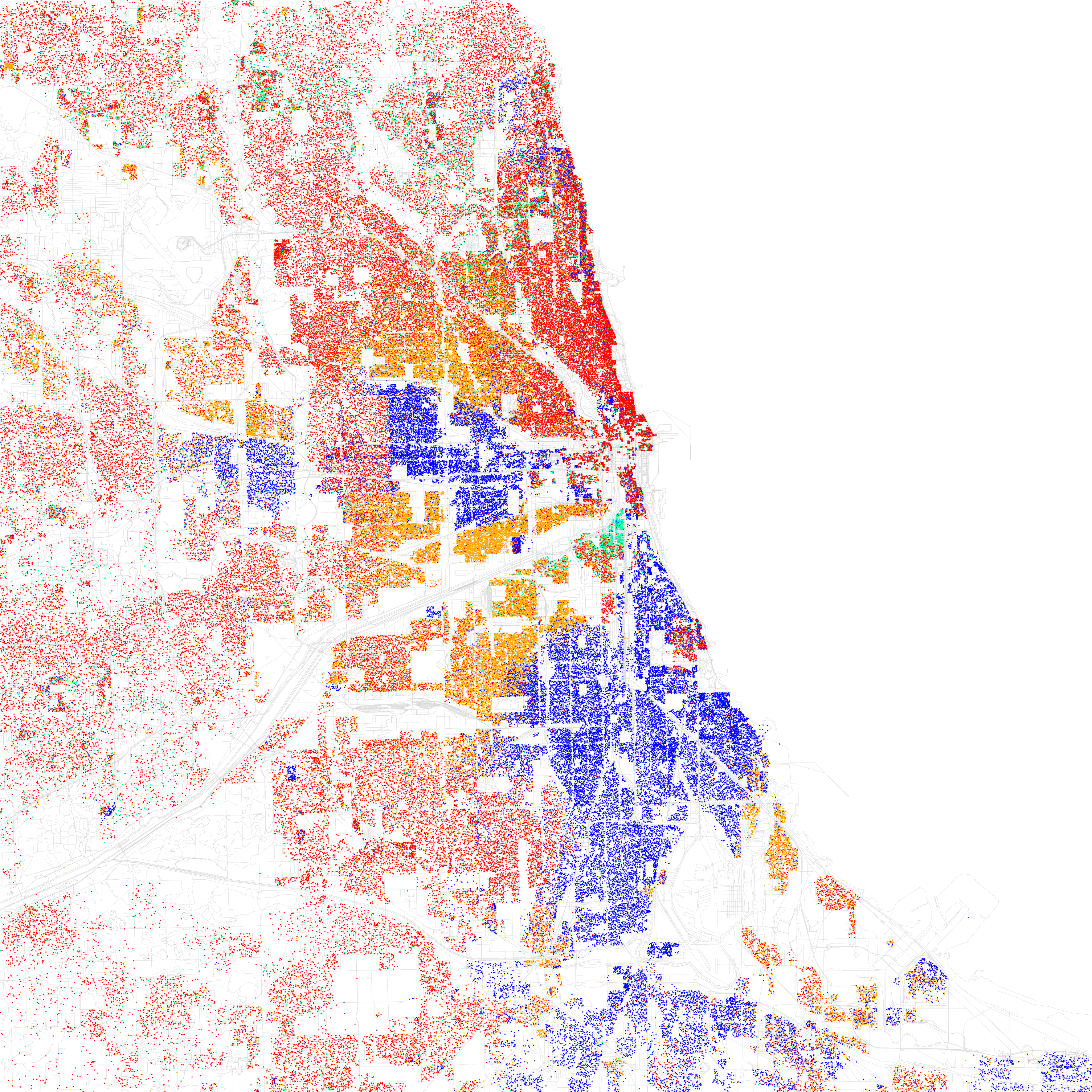
芝加哥種族分佈圖，來自2010年美國人口普查。每個點是25 人: 白人, 黑人, 亞洲人, 西班牙裔或其他

芝加哥的大多數人都是基督徒，是美國該宗教所聚集第四大的都市，僅次於達拉斯、亞特蘭大和休斯頓。其中羅馬天主教和新教是該城市最大的分支（分別佔34%和35%），其次是東正教和耶和華見證人，各佔1%。芝加哥也有相當多的非基督徒人口。非基督教團體包括無宗教信仰（22%）、猶太教（3%）、伊斯蘭教（2%）、佛教（1%）和印度教（1%）。
芝加哥是幾個宗教教派的總部，包括美國福音路德教會和美國福音派聖約教會，它是幾個教區的所在地。其中第四长老会教堂是美國最大的長老會成員之一。[185]自 20 世紀以來，芝加哥也一直是東方亞述教會的總部。<2014年，天主教會最大的單個基督教教派（34%）中，芝加哥羅馬天主教大主教管區是最大的天主教管轄區。福音派新教是最大的神學新教分支（16%），其次是主流新教（11%）和歷史上的黑人教會（8%）。在教派的新教分支中，浸信會是芝加哥最大的群體（10%）；其次是非宗派（5%）；路德會（4%）；和五旬節派（3%）等。
2014年，非基督教信仰佔宗教人口的7%。猶太教至少有261,000名信徒，佔人口的3%，是第二大宗教。[187] [183] 2020 年的一項研究估計，芝加哥大都市區的猶太人總數（包括宗教和非宗教信仰者）為 319,600 人。[188]
1893年和1993年的前兩屆世界宗教議會都在芝加哥舉行。許多國際宗教領袖曾在1979年訪問過芝加哥，包括特蕾莎修女、達賴十四世和若望保祿二世。 

## 政府与议会

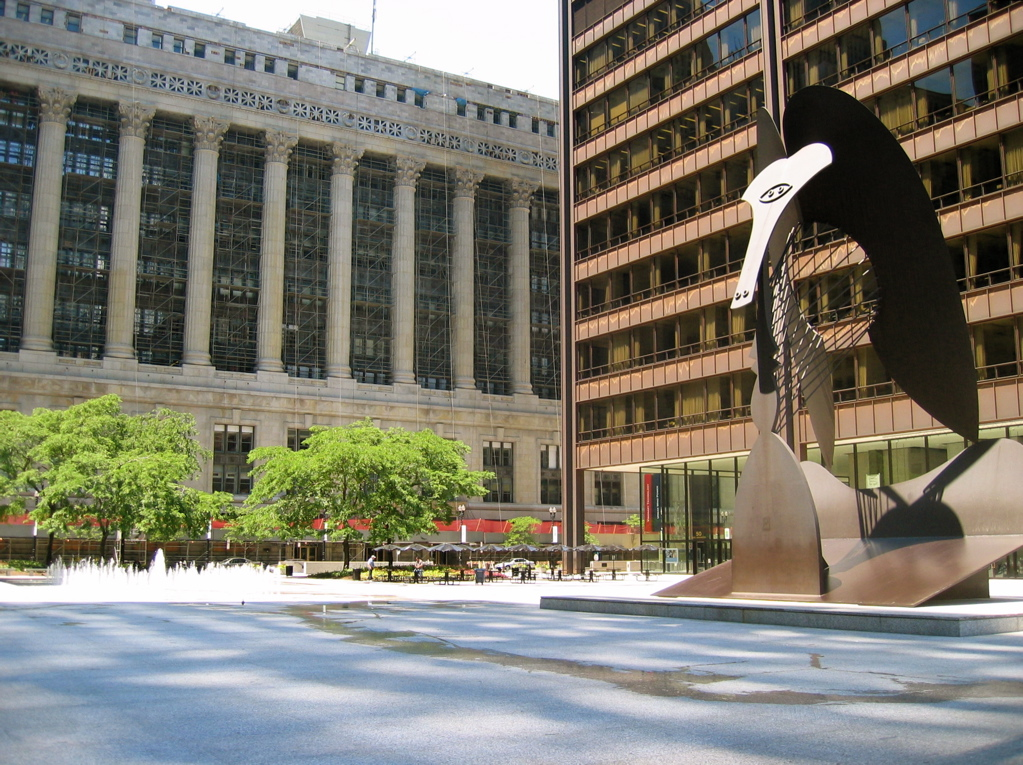
理查德 J. 戴利中心廣場的畢卡索雕像，背景是芝加哥市政厅

芝加哥市政府分為行政部門和立法部門。芝加哥市長為行政長官，由大選選舉產生，任期四年，沒有任期限制。現任市長是蘿莉·萊特富特。市長的角色是任命監督各個部門的專員和其他官員。而除市長外，芝加哥的書記員和財務主管也在全市範圍內選舉產生。芝加哥市議會為立法機構，由50名市議員組成，從市內每個選區選出一名。理事會則通過法令和決議採取正式行動，並批准城市的預算。
芝加哥警察局負責執法和保障城市的安全，芝加哥消防局則為該市及其居民提供滅火和緊急醫療服務。民事和刑事案件，則是由轄屬伊利諾伊州法院系統的庫克縣巡迴法院或伊利諾伊州北區的聯邦系統審理。在州法院，公訴人是伊利諾伊州的檢察官；在聯邦法院則是美國檢察官。

### 政治
在19世紀下半葉時代，芝加哥的政治由不斷壯大的民主黨組織主導。在1880年代和1890年代，芝加哥擁有強大的左派傳統，擁有龐大且高度組織化的社會主義、無政府主義和勞工組織等政治意識形態。 在20世紀的大部分時間裡，芝加哥一直是民主黨最重要的據點之一。隨著芝加哥的民主黨投票，伊利諾伊州在總統選舉中一直是“純藍色”自1992 年以來。甚至在此之前，共和黨總統候選人在伊利諾伊州北部獲勝的情況並非聞所未聞，但由於芝加哥民主黨的巨大優勢，從而導致共和黨在全州範圍內失利。自1927年威廉·汤普森·塞奇威克當選總統以來，芝加哥市民還沒有選舉過任何共和黨市長。由於民主黨在芝加哥的主導地位，民主黨初選對於美國眾議院和伊利諾伊州席位，春季舉行的投票通常比11月的大選更為重要。市議員、市長和其他城市辦公室通過無黨派選舉填補，並根據需要進行決選。
這座城市是美國前總統巴拉克·歐巴馬和第一夫人米歇爾·奧巴馬的故鄉；歐巴馬過去曾是是代表芝加哥的州議員，後來成為美國參議員。歐巴馬的住所位於芝加哥大學附近，位於該市南側的肯伍德。

## 文化与现代生活

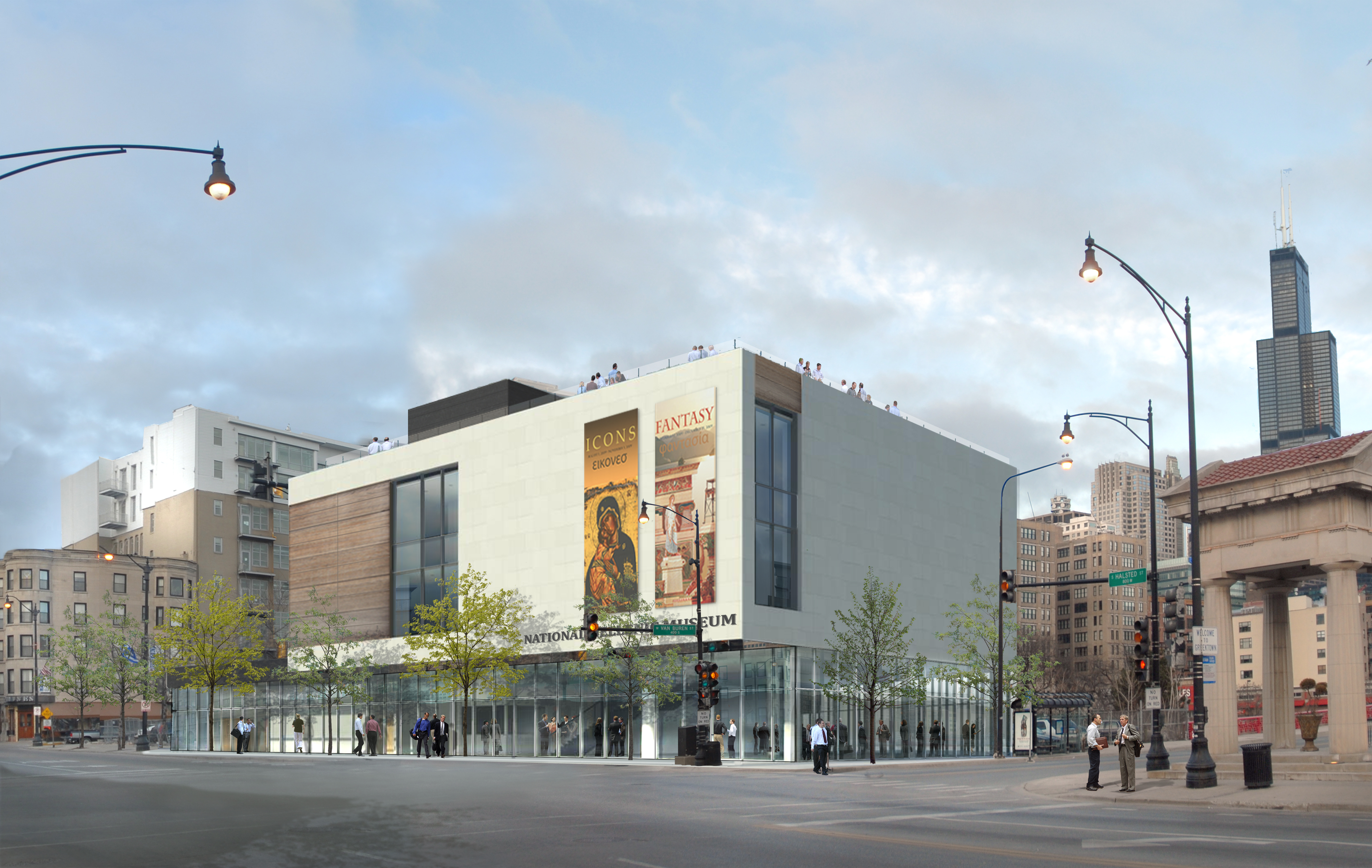
希臘城的國家希臘博物館，是芝加哥文化聯盟所屬的幾個民族博物館之一

芝加哥優越的海濱地理環境，以及夜生活吸引了在地居民和遊客到訪參觀。超過三分之一的城市人口集中在從北部的羅傑斯公園到南部的南岸的湖濱社區。.這個城市有許多高檔餐飲場所以及許多民族區，這些地區包括了墨西哥裔美國人的社區，位於洪堡公園附近的波多黎各飛地波里庫亞大道（Paseo Boricua）；沿南霍爾斯特德街，緊鄰市中心以西的希臘城；小意大利、沿泰勒街的唐人街，西鎮的波蘭補丁；位於勞倫斯大道附近奧爾巴尼公園的小首爾；住宅區百老匯附近的小越南；以及西嶺德文大道沿線的德西地區。
芝加哥市中心是芝加哥最重要的區域，也是該城市聚集金融、文化、政府和商業機構的中心，更是格蘭特公園和該市許多摩天大樓的所在地。該市的許多金融機構，如芝加哥期貨交易所和芝加哥聯邦儲備銀行，都位於市中心的一個名為洛普區的區域內，洛普區的英文原名「The Loop」意為環狀或環線，該區域是一個8個街區乘5個街區的城市街道區域，周圍環繞著高架鐵軌。西面和北面到芝加哥河，东到密歇根湖，南到罗斯福路。由於地价很高，因而建筑风格以高层为主，被擁有豐富的餐廳、購物場所、博物館、芝加哥熊隊的體育場、會議設施、公園和海灘等設施。
聯合公園包含林肯公園動物園和林肯公園溫室。北河畫廊區擁有紐約市以外全美最大的當代藝術畫廊集中地。湖景（Lakeview）是該市大型LGBT夜生活和文化中心Boystown的所在地。芝加哥的驕傲遊行於6月的最後一個星期日舉行，是世界上規模最大的遊行之一，有超過100萬人參加。
海德公園的南區是美國前總統巴拉克·歐巴馬的家。毗鄰芝加哥大學，是世界十大大學之一，科學與工業博物館位於南區的海濱延伸6英里（9.7公里）長的伯納姆公園裡，芝加哥最大的兩個公園也位於城市的這一側：其中傑克遜公園於1893年舉辦了世界哥倫比亞博覽會，是上述博物館的所在地；稍微向西坐落著華盛頓公園。這兩個公園本身由一條名為大道樂園的寬闊公園地帶相連，南區舉辦該市最大的遊行之一，巴德·比利肯（Bud Billiken）日遊行。
西區設有加菲爾植物園溫室，擁有美國任何城市中最大的熱帶植物收藏之一。其他著名的拉丁裔文化景點包括洪堡公園的波多黎各藝術與文化學院和一年一度的波多黎各人民遊行，以及墨西哥國家藝術博物館和比爾森的聖阿達爾伯特教堂。近西區擁有伊利諾伊大學芝加哥分校，以及奧普拉·溫弗瑞過去所創立的哈波工作室所在地，該工作室已重建為麥當勞的全球總部。
芝加哥因在地獨特的口音，因其在《福祿雙霸天》等經典電影和等電視節目的使用而聞名，芝加哥腔是內陸北美英語的一種方言，這種方言也可以在與五大湖接壤的其他城市中找到，例如克利夫蘭、密爾沃基、底特律和紐約州羅切斯特等。

### 旅遊業

渡輪提供沿芝加哥河和密歇根湖的觀光旅遊，以及水上出租車的交通服務

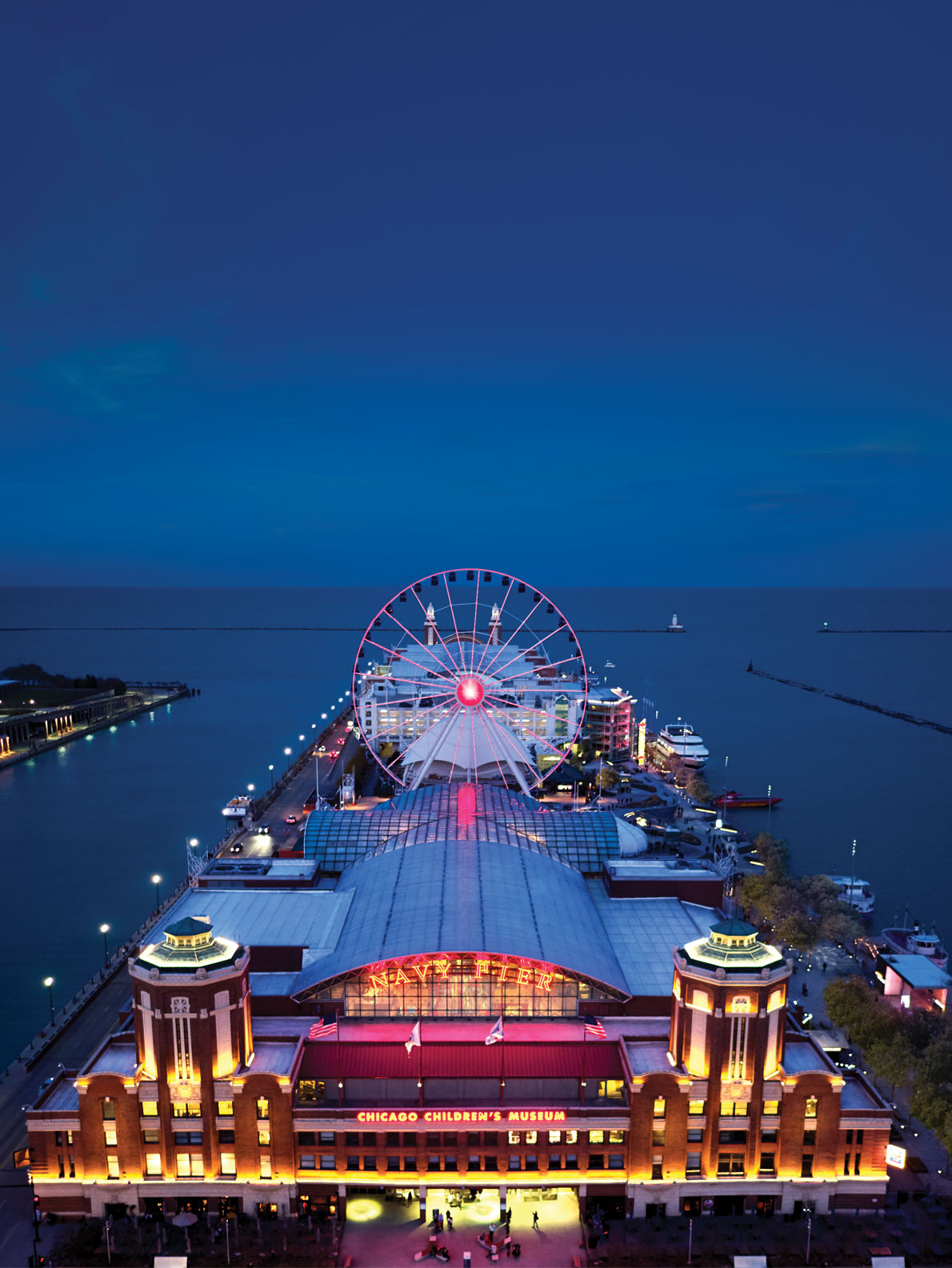
夜間的海軍碼頭

2014年，芝加哥吸引了約5017萬國內休閒遊客、1109萬國內商務遊客和130.8萬海外遊客到訪。這些訪客為芝加哥的經濟貢獻了超過137億美元。沿壯麗大道和州街的高檔購物場所、數以千計的餐館以及芝加哥著名的建築繼續吸引著遊客。這座城市是美國第三大會議城市。Walk Score在2017年的一項研究中，將芝加哥列為美國50大城市中第六大適宜行人步行的城市。大多數會議在麥考密克展覽中心、芝加哥文化中心舉辦，而格蘭特公園亦是芝加哥市區內主要的公園之一，不僅提昇了芝加哥的天際線與城市景觀，同時為繁忙的芝加哥提昇了休閒功能。著名的白金汉喷泉與芝加哥藝術學院即在此地，該公園還舉辦一年一度的芝加哥美食節。在千禧公園，藝術家安尼施·卡普爾的反光雲門公共雕塑，是千禧公園AT&T 廣場的核心。

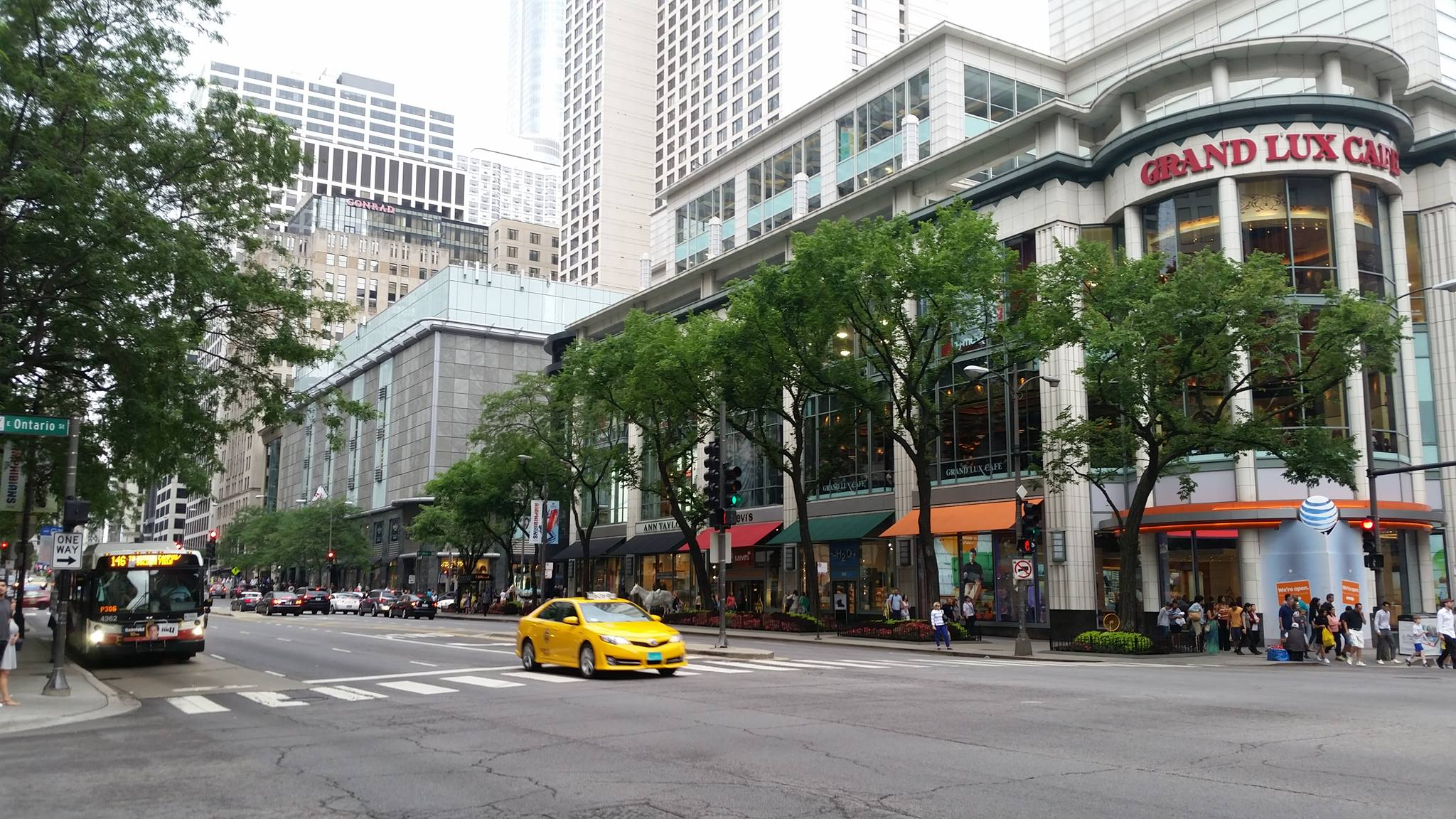
華麗一英里擁有眾多高檔商店，以及芝加哥水塔等地標建築

海軍碼頭位於近北区的密歇根湖湖畔，設有零售店、餐廳、博物館、展覽廳和禮堂。它建于1914-1916年，最初是由建筑师和城市规划师丹尼尔·伯纳姆和他的同事制定的芝加哥规划的一部分。今日則是芝加哥的头号旅游景点。而華麗一英里則擁有眾多高檔商店，以及芝加哥水塔等地標建築，1998年6月4日，該市正式開放了博物館園區，為佔地約10英畝（4公頃）的湖濱公園，環繞著該市的三個主要博物館，每個博物館都具有國家重要性：阿德勒天文館和天文博物館、菲爾德自然歷史博物館和謝德水族館。博物館校區與格蘭特公園的南區相連，芝加哥大學東方學院收藏了大量古埃及和近東考古文物。芝加哥的其他博物館和畫廊則包括芝加哥歷史博物館、德里豪斯藝術博物館、非裔美國人歷史博物館、當代藝術博物館、佩吉·诺特伯特自然博物馆、美國波蘭博物館、廣播通信博物館、普利茲克博物館軍事圖書館、芝加哥建築基金會和科學與工業博物館等。
於2020年完工的巴拉克·歐巴馬總統中心屬於芝加哥公共圖書館新分館的一部份，並設有歐巴馬總統圖書館和歐巴馬基金會辦公室。2013年，芝加哥因其餐廳、摩天大樓、博物館和海濱被《康泰納仕旅行者》和2020年的讀者評選為“美國十大城市”之一。使芝加哥連續第四年被評為美國最佳旅遊城市。

### 体育

#### 美式足球
- 芝加哥熊隊 － 军人球场（NFL）

#### 籃球
- 芝加哥公牛队 － 联合中心(NBA） （6次NBA總冠軍）
- 芝加哥天空 － Wintrust Arena （WNBA）

#### 棒球
- 芝加哥小熊 － 瑞格利球場（MLB） （3次世界大賽冠軍）
- 芝加哥白袜 － 美國行動通訊球場（MLB） （3次世界大賽冠軍）

#### 足球
- 芝加哥火焰隊 － 军人球场（MLS） （1次Cup冠軍）
- 芝加哥紅星队 - 豐田公園(NWSL）

#### 冰上曲棍球
- 芝加哥黑鹰队 － 联合中心（NHL）（6次史丹利盃冠軍）

#### 賽馬
- 梅伍德公园赛马场（Maywood Park Race Track）
- 运动员公园赛马场（Sportsmans Park Race Track）
- 雅靈頓國際賽馬場（Arlington Interantional Racecourse）

## 軼事
芝加哥常被誤以為是伊利諾州的首府。在二次大戰中，這誤會還導致了奧馬爾·布拉德利將軍被短暫拘留。（參見麒麟作戰）
外地人常误以为伊州的首府是芝加哥，类似情形还有误以为休斯敦是德州的首府（奥斯汀）、纽约市是纽约州首府（奥尔巴尼）、底特律是密西根州首府（蘭辛）、洛杉矶是加州首府（萨克拉门托），甚至誤認為紐約是美國首都等等。许多美国人以此为“常识”，结果闹出笑话。二战中，德军伪装成美军渗透到盟军后方进行破袭，美军宪兵以美国人众所周知而外国人不大知晓的常识来询问甄别。一次，一个宪兵问五星上将奥马尔·纳尔逊·布拉德利将军伊州首府是哪个城市，将军回答说春田市，谁知宪兵竟以为将军答错而将其扣押。显然在该宪兵的常识里，大名鼎鼎的芝加哥理所当然是伊州的首府。

## 邻近地区
- 埃文斯頓 (Evanston)
- 斯科基 (Skokie)
- 德斯普兰斯 (Des Plaines)
- 罗斯蒙特 (Rosemont)
- 奥克帕克 (Oak Park)
- 西塞罗 (Cicero)
- 梅坞市 (Maywood)
- 卡柳梅特帕克 (Calumet Park)
- 中洛锡安 (Midlothian)

## 交通

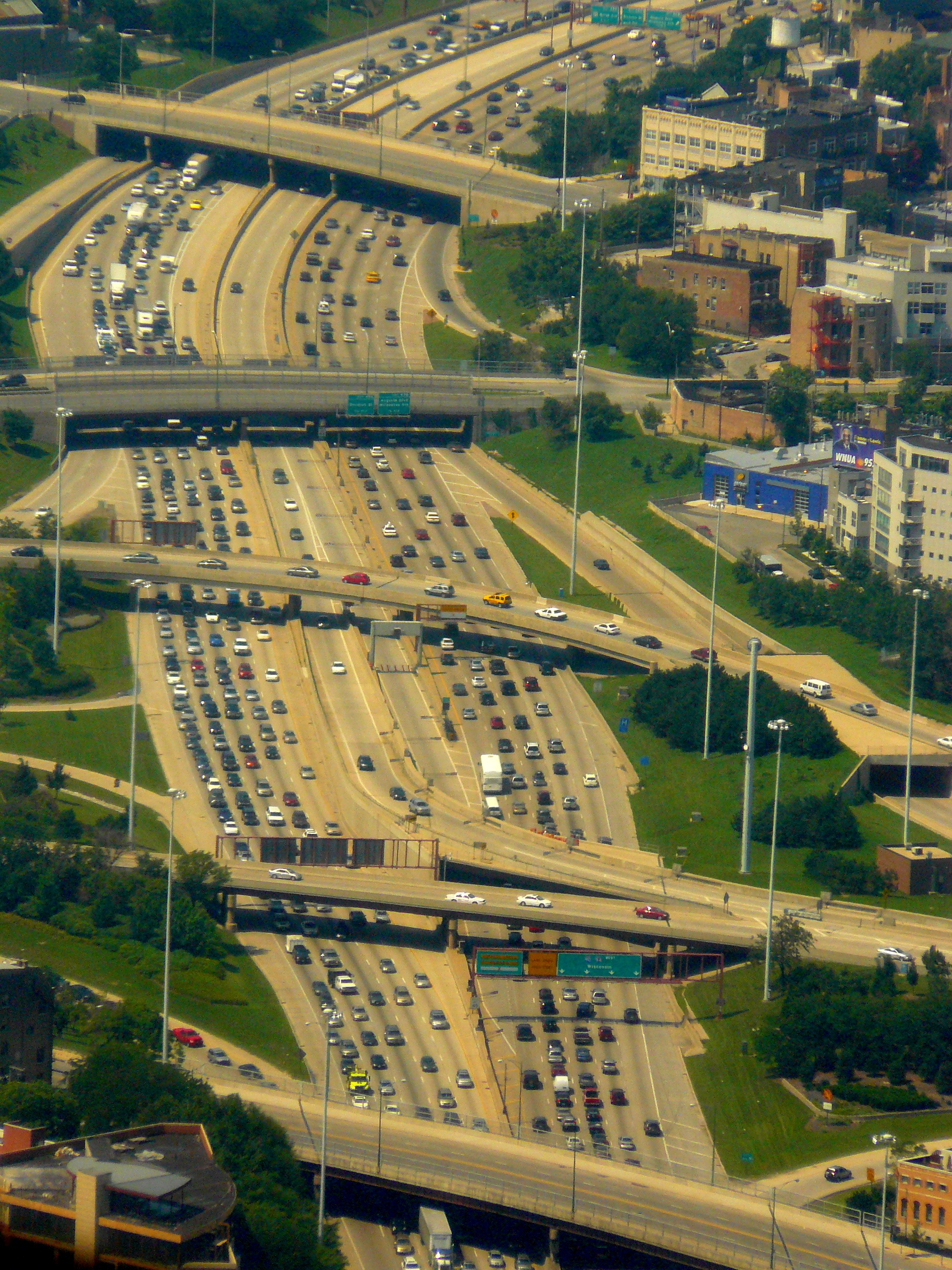
芝加哥10線道高速公路

### 大眾運輸系统
- 芝加哥交通管理局
- 芝加哥通勤铁路

### 机场
- 芝加哥奥黑尔国际机场：主要機場，位於市中心西北方23公里處。有芝加哥交通管理局24小時營運的地鐵藍線連接市區，與芝加哥通勤鐵路（Metra）的北方中心服務線連接市區與郊區。
- 芝加哥中途国际机场：位於市中心西南方13公里處，有地鐵橘線連接市中心。
- 蓋瑞/芝加哥國際機場（英语：Gary/Chicago International Airport）：位於市中心東南方40公里處，可為芝加哥的替代機場。有南岸線 (NICTD)連接市中心與郊區。
- 芝加哥羅克福德國際機場（英语：Chicago Rockford International Airport）：位於市中心西北方85英里處，可為芝加哥的替代機場。

## 教育
- 芝加哥大學
- 西北大學
- 伊利諾大學-芝加哥分校
- 芝加哥洛约拉大学
- 伊利諾理工學院
- 芝加哥藝術學院
- 德保罗大学

## 友好城市
芝加哥在全球擁有28個姐妹城市，並與芝加哥一同促進經濟、文化、教育和其他領域的聯繫。為了慶祝友好城市，芝加哥每年在戴利廣場舉辦一個節日，包括來自其他城市的文化交流活動。
姐妹城市
- 波蘭華沙（ 1960年）
- 義大利米蘭（1973年）
- 日本大阪市（1973年）
- 摩洛哥卡薩布蘭卡（1982年）
- 中华人民共和国上海市（1985年）
- 中华人民共和国瀋陽市 （1985年）
- 瑞典哥德堡（1987年）
- 阿克拉 （1989年）
- 捷克布拉格 （1990年）[107]
- 乌克兰基輔（1991年）
- 墨西哥墨西哥城（1991年）
- 加拿大多倫多（1991年）
- 英国伯明翰（1993年）
- 立陶宛維爾紐斯（1993年）
- 德国漢堡（1994年）
- 以色列佩塔提克瓦（1994年）
- 法國巴黎（1996年）(僅友誼合作協議)[108]
- 希腊雅典（1997年）[109]
- 南非德班（1997年）
- 爱尔兰高威（1997年）
- 俄羅斯莫斯科（1997年）(暫停) [110]
- 瑞士卢塞恩（1998年）[111]
- 印度 德里 （2001年）
- 约旦 安曼（2004年）
- 塞爾維亞 貝爾格萊德 （2005年）
- 巴西聖保羅（2007年）[112]
- 巴基斯坦拉合爾（2007年）
- 大韓民國釜山（2007年）
- 哥伦比亚波哥大（2009年）
- 悉尼（2019年） (悉尼將芝加哥市視為“友誼城市”，而芝加哥市將悉尼視為“姐妹城市)[113]

## 備註
1. ↑    - 邁亞密-伊利諾伊語：Shikaakwa
  - 奧吉布瓦語：Zhigaagong[4]

## 外部連結
- 官方网站 (Website archives，存档于（存檔 index）)
- Choose Chicago official tourism website
- Chicago History （页面存档备份，存于） History of Chicago
- Maps of Chicago from the American Geographical Society Library （页面存档备份，存于）
- Chicago – LocalWiki （页面存档备份，存于） Local Chicago Wiki
- .  5 9th: 610–613. 1878.
- .  6 (第11版). London: 118–125. 1911.
- .  30 第12版. 1922.